# Marc Metzger

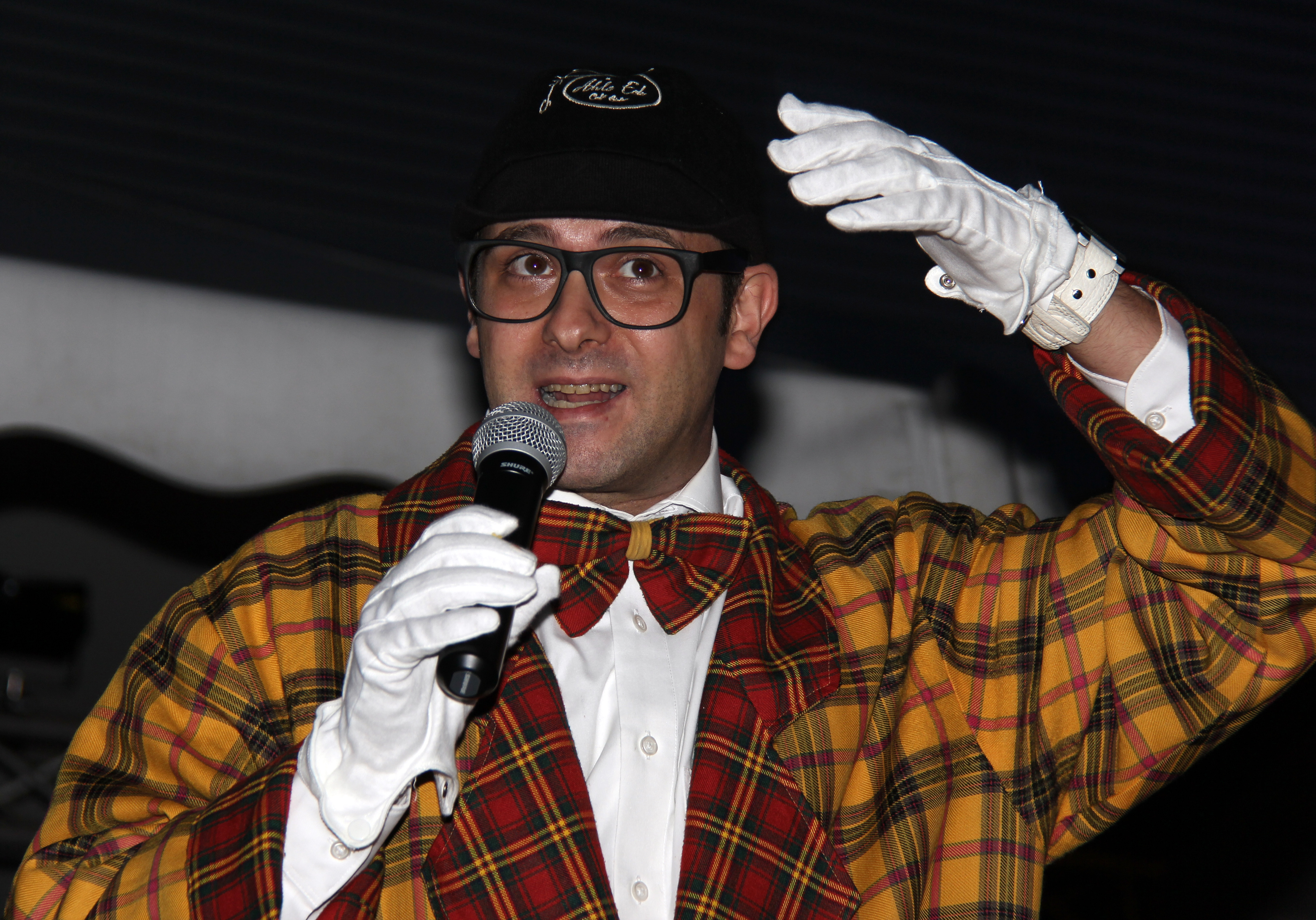
Marc Metzger bei einem Auftritt 2011

Marc Metzger (* 6. April 1973 in Bad Neuenahr-Ahrweiler) ist ein deutscher Komiker. Er tritt als „Dä Blötschkopp“ im Kölner Karneval auf.

## Laufbahn
Metzger wurde 1973 in Ahrweiler geboren, ist in Remagen-Unkelbach aufgewachsen und besuchte das Gymnasium der Franziskanerinnen von Nonnenwerth im Rhein, später die Berufsschule in Köln sowie die Fachhochschule in Gelsenkirchen. Er machte eine Lehre als Verlagskaufmann und studierte Veranstaltungsmanagement.
Metzger begann bereits mit sieben Jahren, Theater zu spielen. Mit 14 Jahren trat er das erste Mal alleine im Karneval auf die Bühne. Heute ist er als Moderator und Comedian tätig. Im Kölner Karneval gehört er zu den gefragtesten Künstlern und absolviert teilweise bis zu 300 Auftritte pro Session.

## Gesundheitliche Probleme
Im Dezember 2012 gab Metzger bekannt, dass er seit 1999 an Multipler Sklerose leide. Anfang 2013 sagte Metzger alle Auftritte für die Karnevals-Session 2013 ab, um sich stationär wegen Burn-out behandeln zu lassen. Dadurch war er gezwungen, rund 220 Auftritte abzusagen. Im Herbst 2013 kehrte er zurück, unter anderem in der Wiwaldi Show des WDR. In der Session 2019 pausierte er für ein Jahr. 2020 machte er Auftritte und pausierte dann erneut bis zum Wiedereinstieg 2022/23.

## Auftritte (Auswahl)
- 2006–2008: „Närrische Hitparade“ (WDR)
- seit 2007 (außer 2013, 2019): Moderator bei Karnevalissimo (ZDF)
- seit 2007 (außer 2013, 2019): Fernsehsitzung Karneval in Köln (ARD)
- 2007–2010: Mädchensitzung und Sitzung der EhrenGarde der Stadt Köln 1902 Typisch Kölsch (ZDF)
- 2009: Moderation der Sendung Feiern bis der Zoch kütt
- 2009 & 2010: Tournee Rampensau – Aus dem Tagebuch eines Büttenredners
- 2008–2012: So lacht NRW (WDR)
- 2010: Rampensau – Aufzeichnung des Soloprogramms (WDR)
- 2011–2015: Moderation von Blötschkopp und die Rampensäue (WDR)
- 2002–2015: Moderation von Elfter im Elften aus der Lanxess Arena
- 2016: 11.11. – Sing mit Köln! (WDR)
- 2019: Moderation von Elfter im Elften aus der Lanxess Arena

## Veröffentlichungen
- 2008: Single-CD Der doofe Dom
- 2008: Buch Rampensau: Aus dem Tagebuch eines Büttenredners, Kiepenheuer & Witsch Verlag, ISBN 978-3-462-03815-6
- 2009: Live-CD Rampensau
- 2010: DVD Rampensau
- 2010: Single-CD Schawa Schawa Schawa
- 2012: Single-CD Jeck im Rään (Junggesellenabschied)
- 2013: Single-CD Erstaunlich!
- 2014: Album-CD Erstaunlich! Das Album
- 2015: Single (MP3) Zwölfaachunfeezig
- 2015: Single (MP3) JubelTrubelHeiserkeit

Außerdem erschienen weitere, einzelne Lieder auf verschiedenen Tonträgern:
- Stille Daach auf Kölsche Weihnacht 14
- Der Hirtenknabe von St. Kathrein auf Kölsche Heimat 1